# 克比拉
克比拉（法語：Kébila），是馬里的城鎮，位於該國南部，由錫卡索區的科隆迪耶巴省負責管轄，面積1,062平方公里，海拔高度347米，2009年人口36,367，人口密度每平方公里34.24人。
11°17′N 7°2′W / 11.283°N 7.033°W